# Cuevas Bajas
Cuevas Bajas és un poble de la província de Màlaga (Andalusia), que pertany a la comarca de la Comarca Nororiental de Málaga.

## Geografia
És on Màlaga treu el cap pel Genil, situada en una bella vall trobem la vila de Cuevas Bajas, al vora nord de la comarca d'Antequera, a la vora del cabalós riu Genil, conserva la fesomia de poble andalús, de carrers estrets i curts amb les seves cases adornades amb finestres enreixades i balconades. Dista 70 quilòmetres de Màlaga, està a 323 metres sobre el nivell del mar i compte amb uns 1.600 habitants.

## Història
La comarca en la qual està situada la vila de Cuevas Bajas, té antecedents històrics des del Paleolític (40.000 aC.), segons es desprèn dels instruments apareguts als voltants de la localitat i en les terrasses del riu Genil. Durant l'època de denominació romana, entorn del segle ii aC, pròxima a Cuevas Bajas passava una de les calçades romanes que registra l'Itinerari d'Antoní, a més de les nombroses viles els vestigis de les quals s'han trobat en el seu terme. Després de la dominació àrab, sent aquesta plaça conquistada per l'alcaide d'Antequera Fernando de Narváez el 1426, gràcies als repartiments de terres, comença a repoblar-se la vila a poc a poc, arribant a tenir Cuevas Bajas en 1.740, 1.300 habitants i en 1.900, 2.900 habitants.